# Stefan Garthe
Stefan Garthe (* 1966) ist ein deutscher Biologe, Wissenschaftler am Forschungs- und Technologiezentrum (FTZ) Westküste  und Hochschullehrer. Er war von 2012 bis 2017 Präsident der Deutschen Ornithologen-Gesellschaft.
Garthe beschäftigt sich schon lange mit Seevögeln. 1993 beendete er sein Diplom-Studium der Biologie an der Christian-Albrechts-Universität zu Kiel mit einer Arbeit zu den Auswirkungen des Beifangs auf Seevögel der Nordsee („Quantifizierung von Abfall und Beifang der Fischerei in der südöstlichen Nordsee und deren Nutzung durch Seevögel“). An diese Arbeit schloss er die Promotion in Kiel an („Distribution and abundance of North Sea seabirds and their feeding ecology in relation to fisheries and hydrography“), die er 1997 beendete. Eine Postdoc-Station war das Department of Psychology an der Memorial University of Newfoundland, St. John’s, Kanada. Von 2001 bis 2007 war er Wissenschaftlicher Assistent am FTZ und wurde 2005 in Kiel habilitiert. Seit 2007 leitet er als Akademischer Rat am FTZ die Arbeitsgruppe „Seevogelökologie“, später umbenannt in „Tierökologie, Naturschutz & Wissenschaftskommunikation “.

## Schriften
Garthe veröffentlichte bis 2012 über 180 Beiträge und Artikel mit den Ergebnissen seiner Arbeit. Auswahl:
- S. Garthe, K. Ludynia, O. Hüppop, U. Kubetzki, J. F. Meraz, R. W. Furness: Energy budgets reveal equal bene?ts of varied migrationn strategies in northern gannets. In: Marine Biology. Band 159, 2012, S. 1907–1915. doi:10.1007/s00227-012-1978-6
- S. Garthe, N. Markones, B. Mendel, N. Sonntag, J. Krause: Protected areas for seabirds in German offshore waters: designation, retrospective consideration and current perspectives. In: Biological Conservation. 2012. doi:10.1016/j.biocon.2011.12.002
- W. A. Montevecchi, D. Fifield, C. Burke, S. Garthe, A. Hedd, J.-F. Rail, G. Robertson: Tracking long-distance migration to assess marine pollution impact. In: Biology Letters. Band 8, 2012, S. 218–221.  doi:10.1098/rsbl.2011.0880
- B. Burkhard, S. Opitz, H. Lenhart, K. Ahrendt, S. Garthe, B. Mendel, W. Windhorst: Ecosystem based modeling and indication of ecological integrity in the German North Sea - Case study offshore wind parks. In: Ecological Indicators. Band 11, 2011, S. 168–174. doi:10.1016/j.ecolind.2009.07.004